# Nancy Guadalupe Sánchez Arredondo
Nancy Guadalupe Sánchez Arredondo (Los Mochis, Sinaloa; 2 de diciembre de 1965) es una política mexicana. Desde septiembre de 2024 es Diputada Federal del Congreso de la Unión por el segundo distrito del estado de Baja California.

## Primeros años
Nancy Guadalupe Sánchez Arredondo nació el 2 de diciembre de 1965 en Los Mochis, Sinaloa. Desde los cinco años vive en el estado de Baja California. De 1982 a 1984 estudió la licenciatura en trabajo social en la Escuela Técnica de Trabajo Social de Mexicali y de 1985 a 1987 estudió la especialidad en audición y lenguaje en el Instituto Auditivo Oral de Mexicali. Tiene cuatro hijos.

## Trayectoria política
En 1989 se incorporó al Partido Revolucionario Institucional (PRI). En 2007 fue dirigente del partido en el municipio de Mexicali. En las elecciones federales de 2009 fue suplente de Samuel Ramos Flores, candidato a diputado federal del distrito 1 del estado de Baja California. En las elecciones estatales de 2010 fue elegida como diputada de la XX Legislatura del Congreso del Estado de Baja California por el distrito 2 del estado, con sede en Mexicali. En las elecciones federales de 2012 fue postulada por el Partido Revolucionario Institucional como senadora de segunda fórmula. De 2013 a 2015 fue dirigente estatal del partido en Baja California.
En las elecciones federales de 2015 fue designada como diputada federal de representación proporcional del Partido Revolucionario Institucional. Dentro del congreso fue secretaria de la comisión de la indrustria vinícola. En las elecciones federales de 2018 fue designada como suplente de Vanessa Rubio Márquez, candidata a senadora plurinominal por el Partido Revolucionario Institucional. En 2019 renunció al PRI para incorporarse al equipo del gobernador Jaime Bonilla Valdez, del partido Movimiento Regeneración Nacional (Morena). 
En julio de 2020, después de que Vanessa Rubio dejara su cargo como senadora, Nancy Sánchez Arredondo ocupó su escaño en el senado, incorporándose a la bancada de Morena.En el Senado de la República se desempeñó como Presidenta de la comisión de Agricultura, Ganadería y Desarrollo Social.
Para el proceso electoral federal 2024 fue postulada por el partido Morena como candidata a Diputada Federal por el segundo distrito del estado de Baja California con cabecera en el Municipio de Mexicali, obteniendo el triunfo en los comicios del 2 de junio del mismo año para el período del 1 de septiembre de 2024 al 31 de Agosto 2027.